# Lijst van personen die zich doodgelachen hebben
Er is een klein aantal gevallen bekend van mensen die zich doodgelachen hebben. In een deel van de gevallen was het lachen waarschijnlijk een bijverschijnsel, en was de werkelijke doodsoorzaak anders. Behalve de mensen uit deze lijst zijn er ook bepaalde vormen van astma waarbij hard lachen een aanval kan oproepen, waardoor men kan overlijden.

## In de werkelijkheid

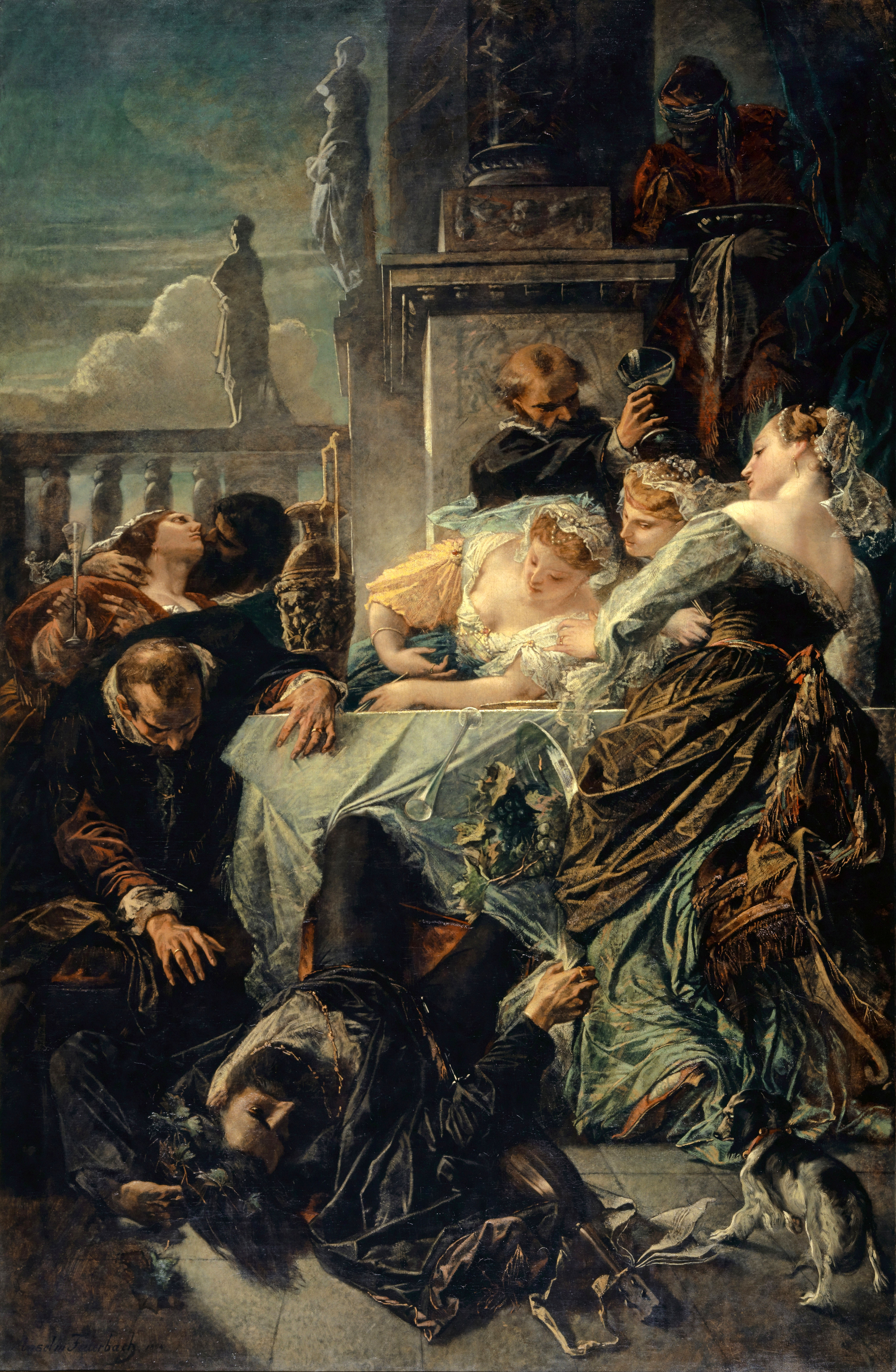
Der Tod des Dichters Pietro Aretino, door Anselm Feuerbach, 1854

- 5e eeuw v.Chr. - Zeuxis, Grieks schilder. Lachte zich dood na het schilderen van een oude vrouw.
- 207 v.Chr. - Chrysippos, Grieks filosoof. Zou zich volgens een legende hebben doodgelachen nadat hij zijn ezel wijn had doen drinken en dan zag hoe het dier een vijg probeerde te eten.
- 1556 - Pietro Aretino, Italiaans schrijver. Hij zou zijn gestorven aan verstikking door te veel te lachen.[1]
- 1599 - Nandabayin, Birmees koning. Volgens de legende overleed hij nadat een Venetiaanse reiziger vertelde dat er in Venetië geen koning was.
- 1975 - Alex Mitchell, Engels metselaar. Lachte 25 minuten non-stop tijdens een aflevering van The Goodies, waarna hij overleed. Zijn weduwe, die getuige was van deze manier van overlijden, stuurde later een brief om de makers van The Goodies te bedanken dat ze de laatste minuten van haar man zo plezierig hadden gemaakt.
- 1989 - Ole Bentzen, een Deens audioloog, moest zo lachen om de film A Fish Called Wanda dat hij overleed aan een hartaanval. Zijn hart zou tijdens het lachen tussen de 250 en 500 slagen per minuut gemaakt hebben (72 slagen per minuut is normaal).
- 2003 - Damnoen Saen-um, een Thaise ijscoman. Lachte gedurende twee minuten in zijn slaap en overleed daarna. Zijn vrouw probeerde hem tijdens het lachen tevergeefs te wekken. Volgens medici ging het mogelijk om een hartaanval.
- 2021 - Yannick Stek, een student verstikte door een lachaanval, doordat iemand zijn tong uitstak. Medici zeiden dat het misschien om zuurstoftekort ging.

## In fictie
- Verschillende personages in de sketch The Funniest Joke in the World van Monty Python. Daarin wordt een grap, die zo leuk is dat men erdoor overlijdt, als wapen ingezet tegen de Duitsers in de Tweede Wereldoorlog.
- De wezels in Who Framed Roger Rabbit.
- Mr.Banks' werkgever lacht zich in Mary Poppins dood.
- Personages in het boek Infinite Jest van David Foster Wallace, waarin een film wordt vertoond die zo leuk is dat toeschouwers niets anders meer willen doen en in coma geraken.
- Het South Park-personage Kenny McCormick lacht zich dood in de aflevering Scott Tenorman Must Die.
- Magiar IX, de leider van het vijandige leger in het Suske & Wiske-album Prachtige Pjotr, lacht zich dood nadat Lambik, Suske en Pjotr zijn complete leger willen aanvallen.